# فاحشه‌های خوب وفادار
«فاحشه‌های خوب وفادار» (به انگلیسی: GOOD LOYAL THOTS) نخستین ترانهٔ سروده و تهیه‌شده با صدای رپر و خوانندهٔ آمریکایی اودتاری می‌باشد که در ۱۵ مارس سال ۲۰۲۳ از سوی اودتاری رکوردز منتشر گردید. این ترانه بعدها در ۱۸ مهٔ سال ۲۰۲۳ از سوی آرتیست پارتنر گروپ منتشر گردید. این ترانه به‌عنوان تک‌آهنگ اصلی ئی‌پی سیزده غم (۲۰۲۳) اثر اودتاری منتشر شده‌است.